# Desvio de conduta
Desvio de conduta ou transtorno de conduta (português brasileiro) ou perturbação de conduta (português europeu) é caracterizado por padrões persistentes de conduta socialmente inadequada, agressiva ou desafiante, com violação de normas sociais ou direitos individuais. Com cerca de 1 a 10% de prevalência em crianças e adolescentes, é um dos transtornos psiquiátricos mais frequentes em jovens e um dos maiores motivos de encaminhamento ao psiquiatra infantil.

## Causas

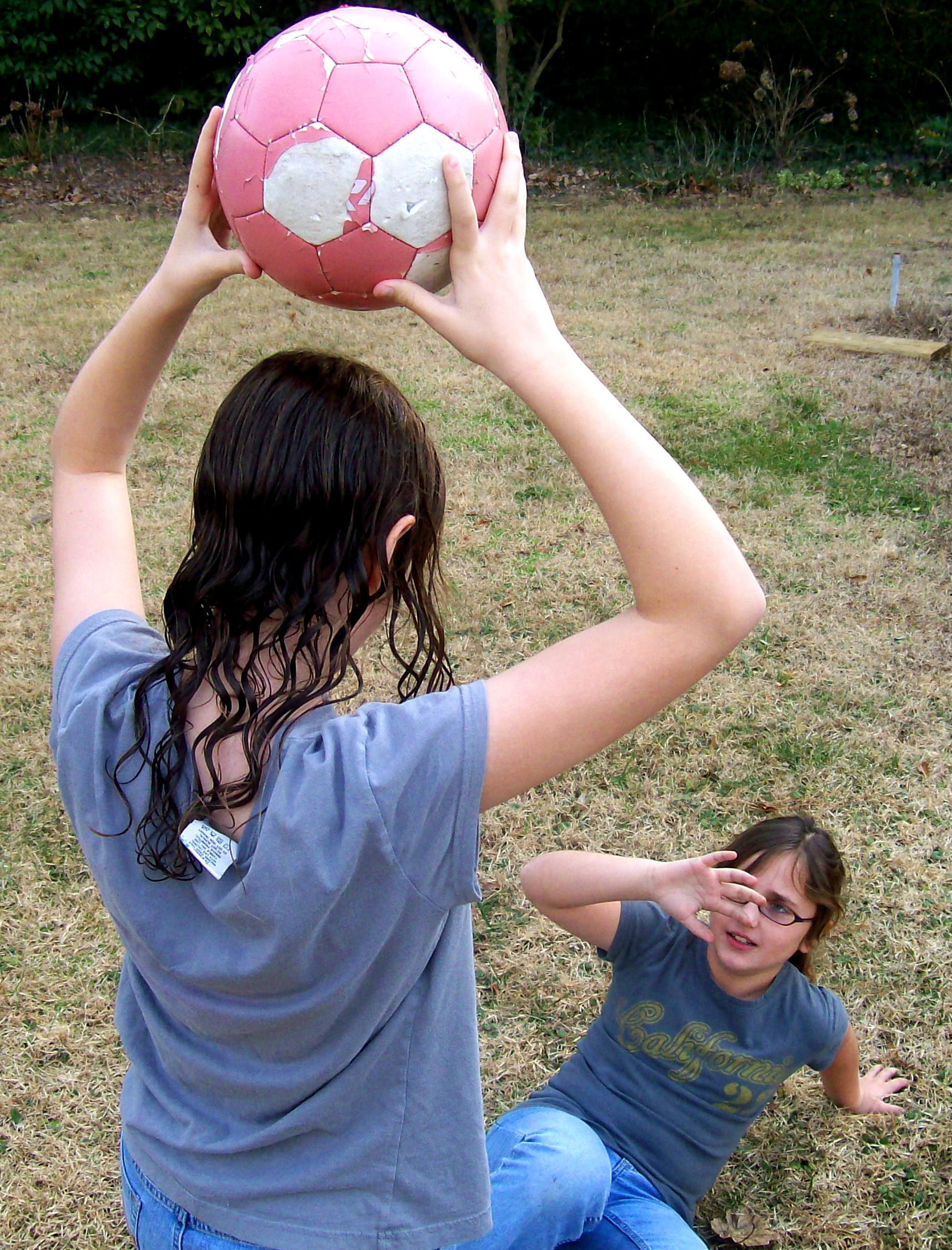
Crianças que sofrem violência acabam refletindo essa violência com colegas e amigos.

O ambiente familiar e social tem papel importante no desenvolvimento e manutenção de transtorno de conduta. O comportamento de oposição e desobediência está associado a pais e irmãos agressivos e negligentes, divórcio dos pais, grandes famílias, mães jovens, baixa condição socioeconômica, apenas um cuidador.
Em adolescentes com transtorno de conduta pode-se identificar uma baixa responsabilidade na área orbitofrontal área responsável pelo processamento de estímulos de recompensa. Pode ser causa e consequência de um histórico de aprendizagem em que prevaleceram punições pelos maus comportamentos em vez de reforço pelos bons comportamentos. De forma similar, a amígdala cerebelosa responde menos a estímulos de intimidação e medo, podendo tanto ser o motivo por não evitar estímulos aversivos que a maioria evitaria ou/e por ter se acostumado a viver em um ambiente intimidador e ameaçador.
É importante estar alerta ao comportamento dos pais, pois transtornos de conduta podem indicar histórico de abuso sexual e violência, alcoolismo e abuso de drogas na família.

## Diagnóstico
Essas violações não atendem às expectativas sociais próprias à idade da criança, indo muito além de travessuras infantis ou de rebeldia do adolescente e continuam acontecendo regularmente por seis meses ou mais.
O diagnóstico se baseia na presença de:
- Manifestações excessivas de agressividade e de tirania;
- Crueldade em relação a outras pessoas ou a animais;
- Destruição dos bens de outrem;
- Condutas incendiárias;
- Roubos ou furtos;
- Abuso sexual;
- Porte de armas;
- Mentiras repetidas;
- Cabular aulas e fugir de casa;
- Desobediências anormalmente frequentes e graves.

### Diagnósticos diferenciais
A presença de manifestações nítidas de um dos grupos de conduta precedentes é suficiente para o diagnóstico mas atos dissociais isolados não o são. Devendo-se diferenciar do transtornos globais do desenvolvimento (o autismo e suas variantes) dos transtornos humor (afetivos) e ainda diferenciado desses processos quando associados a condições ou traumas emocionais e hiperatividade e transtorno do déficit de atenção com hiperatividade.
Caso esses comportamentos persistam após os 18 anos, passa a ser diagnosticado como transtorno de personalidade antissocial (psicopatia/sociopatia).

## Epidemiologia
O transtorno da conduta é mais frequente entre os 12 e 16 anos, sendo quase 4 vezes mais comum no sexo masculino. Cerca de 20% também possuem algum transtorno de aprendizagem, como dificuldade em se concentrar, em se expressar oralmente ou na escrita ou de memória resultando em desempenho inferior à média na escola.

## Tratamento

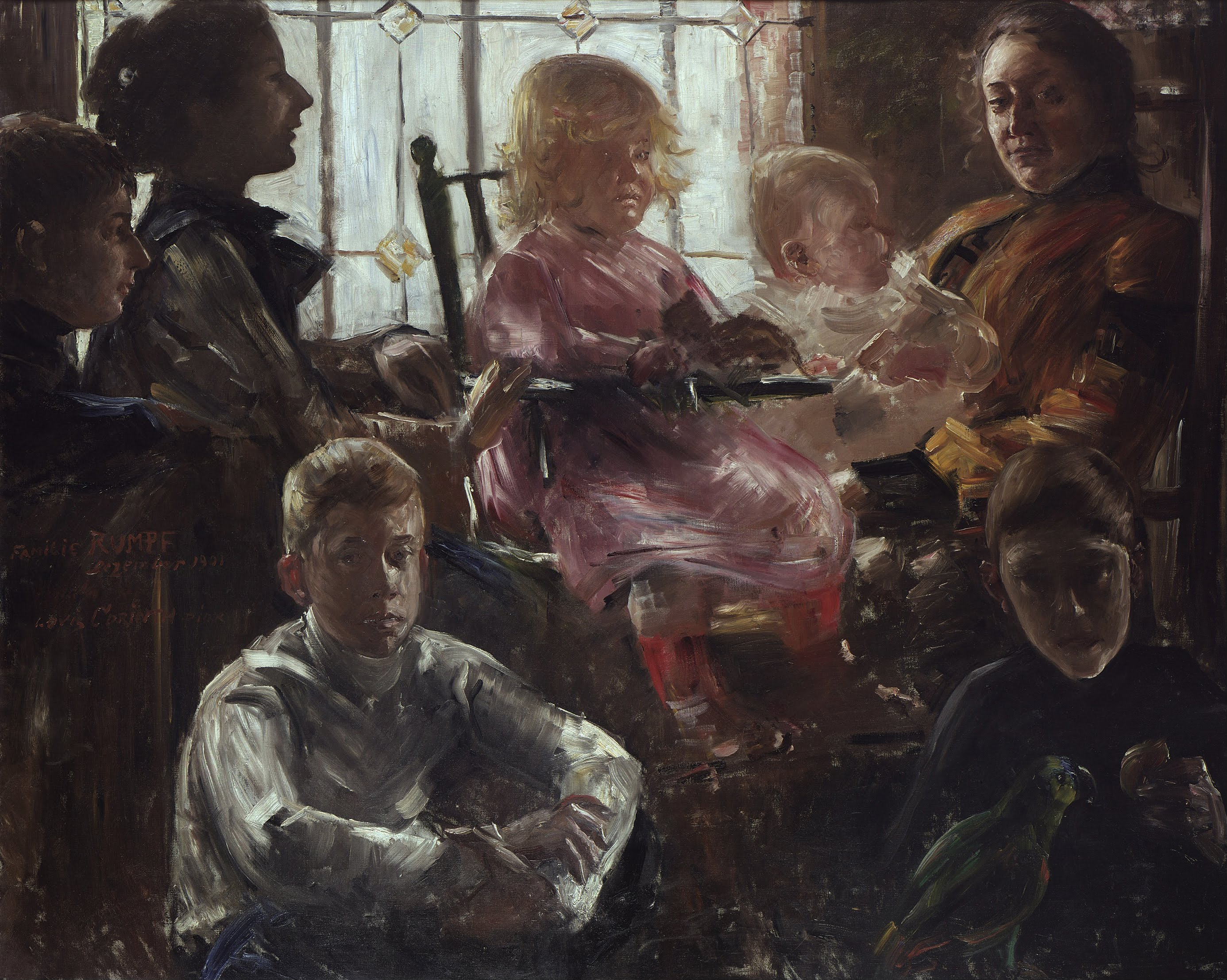
É recomendado que a família dos pacientes seja inclusa e os pais ensinados a ensinarem seus filhos adequadamente.

Assim como outras terapias com crianças e adolescentes o tratamento mais eficiente é o que inclui a família e a escola no processo. Também é recomendado que algumas sessões sejam individuais. Não é recomendado terapia em grupo com outros adolescentes agressivos, pois eles estimulam o mau comportamento uns nos outros. O tratamento também deve procurar resolver conflitos familiares, tais como divórcios destrutivos ou depressão materna.
Tratamentos isolados não demonstram eficiência, por isso é recomendado uma abordagem multiprofissional.
Não é recomendado que internações durem mais de 6 meses, penas alternativas como trabalho voluntário devem ser privilegiadas, e a família, quando disposta a colaborar e não tenha histórico de criminalidade, deve fazer parte de todas as fases do tratamento, sendo preparada e treinada para o retorno do adolescente.

## Prognóstico
Quando aparece antes dos 10 anos indica maior gravidade do quadro e maior tendência de persistir ao longo da vida. Nesses casos geralmente está associado a transtorno do déficit de atenção com hiperatividade (43% dos casos), e a transtornos das emoções (ansiedade, depressão, obsessão-compulsão em 33% dos casos), comportamento agressivo, déficit intelectual, convulsões e comprometimento do sistema nervoso central devido a exposição a álcool/drogas durante a gravidez da mãe, infecções, uso de medicamentos ou/e traumas cranianos. Também é comum que existam antecedentes familiares de hiperatividade e comportamento antissocial.
Começo tardio (após os 15 anos), sexo feminino, QI alto, boas habilidades sociais, família melhor estruturada, boa relação com colegas na escola, não usar drogas, paciente mais jovem, cultura pacifista, boas condições financeiras e histórico familiar sem transtornos de personalidade estão associados a um melhor prognóstico.
Entre 60 e 75% dos adolescentes com transtorno de conduta não se tornam antissociais/psicopatas/sociopatas. A maioria nunca chega a ser condenada por algum crime e se tornam cidadãos produtivos desde que possuam apoio social suficiente.